# 劇団ひとりの編集長お願いします。
『劇団ひとりの編集長お願いします。』（げきだんひとりの へんしゅうちょうおねがいします）は、2016年5月10日 よりフジテレビオンデマンド（FOD）で配信されている配信番組。番組内での英題として『THE CHIEF EDITOR』が用いられる。

## 概要
雑誌が売れない時代と騒がれる2010年代。しかしどんな雑誌にもまだ知られていない魅力があり、楽しみ方がある。幅広いジャンルの知識、興味を持つ劇団ひとりが毎回ひとつの雑誌編集長を訪ね逆取材。編集長の人となり、雑誌の特性、苦労や楽しみを聞き出し、雑誌の魅力を掘り下げる。
指定された喫茶店、編集部のある出版社会議室など対談場所は様々。
2016年6月29日にはフジテレビ深夜2時55分から30分番組として総集編が組まれ、地上波進出を果たした。
2018年05月30日配信回を最後に新規収録が行われておらず、事実上休止。8月30日より「雑誌編集長を訪ねる番組」の後継番組として『バービー＆村上佳菜子の編集長私、いい女になりたいの。』がスタートした。

## キャスト
MC
劇団ひとり
雑誌編集長に逆取材する番組編集長。あまり興味や知識のない雑誌の場合は助っ人としてゲストがアシスタントに加わる。

## スタッフ
- 構成：永井ふわふわ
- ナレーション：磯部さちよ
- プロデューサー：宝来隆信
- チーフプロデューサー：野村和生
- 演出：斉藤崇
- 協力：電通
- 制作：BigFace
- 制作著作：フジテレビ

## 配信日程
| 話数 | 配信日 （FOD） | サブタイトル | 雑誌                                                         | 付記                    |
| ---- | -------------- | --- | ------------------------------------------------------------ | ----------------------- |
| #1   | 2016年 5月20日 | SPA！編集長対談！倉持由香のグラビア撮影現場に突撃！調子に乗ってプロデュース！？ | 週刊SPA！（扶桑社）                                          |                         |
| #2   | 6月16日        | 『スーパーミステリマガジン月刊ムー』編集長対談！世界のミステリーが続々登場！ | 月刊ムー（学研プラス）                                       |                         |
| #3   | 7月14日        | 創刊30周年『Tarzan』編集長対談！痩せたい人、体のことが気になる人必見！ | Tarzan（マガジンハウス）                                     |                         |
| #4   | 8月10日        | 月刊つり人、隔週刊つり情報の編集長と 釣りに挑戦！まさかの珍魚ゲット！？ | 月刊つり人（つり人社） つり情報（辰巳出版、つり情報社）      | 初の2誌編集長同時トーク |
| #5   | 9月12日        | アウトドアファッション誌『GO OUT』編集長に逆取材！まさかのアウトドア誌なのにアウトドアやらない編集長登場！ | GO OUT（三栄書房）                                           |                         |
| #6   | 10月17日       | 女性誌が初登場！Hanako編集長とひとりと朝日奈央？のホッピングスペシャル～！！ | Hanako（マガジンハウス）                                     | ゲスト：朝日奈央        |
| #7   | 11月14日       | 週刊プロレス編集長に逆取材！編集長が選ぶ、事件簿・ベストバウトをランキングで発表～♪ | 週刊プロレス（ベースボール・マガジン社）                     | ゲスト：神宮寺しし丸    |
| #8   | 12月20日       | ファッション誌、ELLE／MORE／mina3人の女性誌編集長の座談会にわからないことだらけの劇団ひとりが逆取材！ | ELLE（ハースト婦人画報社） MORE（集英社） mina（主婦の友社） |                         |
| #9   | 2017年 1月19日 | ゴルフレッスン誌ALBA編集長に逆取材！ゴルフにどっぷりハマってる劇団ひとりと編集長が中年ゴルファーの憧れゴルフ女子とのレッスン対決！！                                                                                     | ALBA（ALBA、プレジデント社）                                 |                         |
| #10  | 2月24日        | モノ系批評誌『MONOQLO』／『家電批評』編集長へ逆取材！今回はお得な情報が盛り沢山！ | MONOQLO（晋遊舎） 家電批評（晋遊舎）                         |                         |
| #11  | 5月3日         | ライフスタイル情報誌『Lightning』編集長へ逆取材！スナップ写真のバイク撮影中に世界的超大物有名人と知らずに取材！？ | Lightning（枻出版社）                                        |                         |
| #12  | 6月14日        | 快適空間マガジン『男の隠れ家』編集長へ逆取材！温泉や宿の取材が多いため週刊誌よりもゴシップ情報を持っている！？ | 男の隠れ家（三栄書房）                                       |                         |
| #13  | 6月30日        | デジタル製品や生活家電など今知っておきたい情報が盛り沢山のアイテム情報誌『GetNavi』編集長へ逆取材！編集長がオススメ最新グッズを用意してくれたが、ご存知、家電・モノにうるさい劇団ひとりの反応は・・・                    | GetNavi（学研プラス）                                        |                         |
| #14  | 7月24日        | CanCam×Tokyo Prince Hotel Night Poolから番組初の生配信！！インスタばえする女子に大人気のCanCamナイトプールで想定外の事が続発！スタッフも大慌て！？                                                                       | CanCam（小学館）                                             | 番組初の生配信          |
| #15  | 8月8日         | 徹底した取材でタイムリーなビジネス情報を提供しライバル誌の中で1番売れているビジネス情報誌、週刊ダイヤモンド編集長に逆取材！100年以上の歴史ある雑誌編集長の話はためになることばかり！！できる経営者とは？孫家の教えとは？ | 週刊ダイヤモンド（ダイヤモンド社）                           |                         |
| #16  | 9月29日        | 創刊30年「町」「旅」「カルチャー」「アート」・・・日常の「よりみち」を通じて「いい1日」を提案するライフスタイル誌「OZ magazine」編集長と銀座をおさんぽ♪                                                                  | OZmagazine（スターツ出版）                                   |                         |
| #17  | 10月30日       | 創刊45年テニス愛好者にもっとも読まれているテニス専門誌『スマッシュ』編集長に逆取材！実際に体験してみよう！では女子高校生プロと一緒に「エアーK」に大挑戦！！                                                              | スマッシュ（日本スポーツ企画出版社）                         |                         |
| #18  | 11月30日       | フードエンターテイメントマガジン『buono-ブオーノ-』編集長と今野杏南の3人で編集長とっておきの名店を食べ歩き！！ | buono-ブオーノ-（枻出版社）                                  | ゲスト：今野杏南        |
| #19  | 12月27日       | 国内外の食の最前線を伝えるフードマガジン『料理通信』編集長へ逆取材！劇団ひとりが自慢のこだわりオムレツを披露！！得意げな劇団ひとりの鼻を二つ星シェフにへし折られる！？                                                   | 料理通信（料理通信社）                                       |                         |
| #20  | 2018年 1月31日 | 『Oggi』編集長へ逆取材！今回は現役女子高生4人と一緒に編集長へ突撃！！ | Oggi（小学館）                                               |                         |
| #21  | 2月28日        | 『住まいの設計』編集長へ逆取材！1級建築士が自分で設計したおしゃれな自宅へ緊急訪問！ | 住まいの設計（扶桑社）                                       |                         |
| #22  | 3月30日        | MEN’S EX編集長が劇団ひとりの私服をコーディネート！まさかの変貌に黒澤ゆりかが大爆笑！！ | MEN’S EX（世界文化社）                                       |                         |
| 欠番 | 4月17日        | これまでに劇団ひとりが取材した中から特に印象に残ったナイス編集長ベスト７をご紹介！ | 総集編                                                       |                         |
| #23  | 4月30日        | 食楽編集長がオススメする新橋の超ディープなお店に潜入！ | 食楽（徳間書店）                                             |                         |
| #24  | 5月30日        | CAPA編集長と風景写真、流し撮りに挑戦！ | CAPA（学研プラス）                                           |                         |

## 関連番組
- ＃ハイ_ポール - 一部回がコーナーとして放送された。